# Snerting
Snerting é um filme de drama romântico de 2024 dirigido por Baltasar Kormákur, escrito por Baltasar e Ólafur Jóhann Ólafsson, e estrelado por Egill Ólafsson, Kōki e Palmi Kormakur. O filme é baseado no romance homônimo de Ólafur de 2022. É uma coprodução internacional entre Islândia, Estados Unidos e Reino Unido.
Snerting foi lançado na Islândia em 29 de maio de 2024. Foi escolhido como a entrada islandesa para o Melhor Longa-Metragem Internacional no 97º Oscar.

## Enredo
No final dos anos 1960, Kristófer é um jovem islandês que estuda na London School of Economics, mas suas crenças de esquerda o colocam em desacordo com a administração da escola. Depois de ser ridicularizado por seus amigos da faculdade por dizer que abandonaria a faculdade, Kristófer impulsivamente se candidata para ser lavador de pratos no Nippon, um restaurante japonês de propriedade do chef Takahashi, onde ele conhece e se apaixona por Miko, a filha de Takahashi.

## Elenco
- Egill Ólafsson como Kristófer
- Kōki como jovemMiko
- Palmi Kormakur como jovem Kristófer
- Masahiro Motoki como Takahashi-san
- Sigurdur Ingvarsson como Jónas
- Yoko Narahashi como Miko
- Masatoshi Nakamura como Kutaragi-san
- Meg Kubota como  Hitomi
- María Ellingsen como Inga
- Eiji Mihara como Dr. Kobayashi
- Theódór Júlíusson
- Starkadur Petursson como Markús
- Ruth Sheen como Mrs. Ellis
- Benedikt Erlingsson como Dr. Stefánsson
- Tatsuya Tagawa como Arai-San
- Charles Nishikawa como Goto-San
- Eugene Nomura como Akira

## Produção
Snerting foi produzido pela RVK Studios. Baltasar, Agnes Johansen e Mike Goodridge foram os produtores do filme.
Em uma entrevista em dezembro de 2022, Baltasar Kormákur revelou que planejava filmar na Islândia e no Japão.
As filmagens começaram em 9 de outubro de 2022, em Londres.

## Lançamento
Snerting foi lançado na Islândia em 29 de maio de 2024. O filme teve um lançamento limitado nos cinemas nos Estados Unidos e Canadá em 12 de julho de 2024.